# 2006년 롯데월드 아트란티스 추락 사고
2006년 롯데월드 아트란티스 추락 사고는 2006년 3월 6일 롯데월드 직원이 비번인 날 술먹고 롯데월드에 와서 매직아일랜드에 있는  놀이기구인 아트란티스를 탔다가 아트란티스에서 빠져나가 추락사한 사고이다.
롯데월드측은 사고 수습을 위해 3월 26일부터 31일까지 무료 입장을 실시하기로 발표했는데 수십만명의 사람들이 몰려 대혼잡이 벌어지고 압상사고가 발생했다 다행히 사망자나 영구 장애를 입은 사람은 없었다.
롯데월드측은 이후 무료 입장 행사를 취소하되, 31일까지 손님을 받지 않고 휴장하였다.